# Chiesa dei Santi Frediano e Giovanni
La chiesa dei Santi Frediano e Giovanni si trova, allo stato di rudere, nell'abitato di Castelvecchio nel comune di San Gimignano, in provincia di Siena, diocesi di Volterra

## Storia
La chiesa è citata per la prima volta in un documento di papa Celestino II datato 3 marzo 1144; in quel documento Castelvecchio e la sua chiesa vengono citati quali pertinenze dei canonici volterrani. Altra testimonianza risale al 1140 quando al vescovo di Volterra Odalmario Adimari venne donato il castello di Castelvecchio con la corte; il castello venne confermato dall'imperatore Arrigo VI al vescovo di Volterra Ildebrando nel 1196. Nel 1182 al pievano di San Gimignano, il papa Lucio III, confermò tutti i beni che la sua chiesa aveva in Castelvecchio.
La chiesa di Castelvecchio è anche citata in una bolla di Papa Onorio III datata 2 agosto 1220; in quel caso la chiesa è definita canonica de castelloveteri senza il nome del santo.
Un atto datato 23 dicembre 1260 risulta rogato in castroveteri in domo canonice, da quel documento si scopre il nome del priore Ildebrandino; nel 1284 risulta il priore Bindo. Nelle decime del 1276 la chiesa di Castelvecchio è chiamata Sancti Johannis de Castroveteri mentre in quelle del 1302 non viene citato il nome del santo. La chiesa appare anche nei censimenti del 1318 e del 1336; in entrambe le occasioni risulta che alla chiesa spettava una parte del grano prodotto dalla fattoria di Ulignano.
In un documento datato 28 settembre 1338 un certo Niccolino dei Cattani di Casaglia si dice patrono della chiesa e invoca la nomina di un nuovo priore per la chiesa dei Santi Giovanni e Frediano a Castelvecchio. Questa è la prima volta in cui la chiesa viene citata con il doppio nome dei santi; probabilmente in passato esistevano nel castello di Castelvecchio due chiese distinte poi riunite.

La chiesa ebbe una visita pastorale il 3 dicembre 1413; in quell'occasione il vescovo di Volterra annotava: 
Dai registri parrocchiali del 1551 risulta che a Castelvecchio abitavano sessantuno persone. La chiesa ebbe un'altra visita apostolica nel 1576 e in quell'occasione risulta unita alla prepositura di San Gimignano fin dal 1569. I francescani chiesero di potersi insediare nella chiesa nel 1581 ma la loro richiesta non venne accolta. I poderi appartenenti alla chiesa vennero venduti nel 1712 alla famiglia Cepparelli ma un anno dopo, il vescovo di Volterra, dichiarò nulla la vendita.
Dai registri della parrocchia nel 1745 risulta che abitassero 63 persone nel suo territorio. La parrocchia di Castelvecchio venne ufficialmente smembrata nel 1781 dal vescovo di Volterra Alessandro Galletti e venne unita alla chiesa di Sensano per poi successivamente essere unita a quella di San Donato.
La chiesa venne officiata fino alla prima metà del XIX secolo per poi essere totalmente abbandonata.

## Architettura

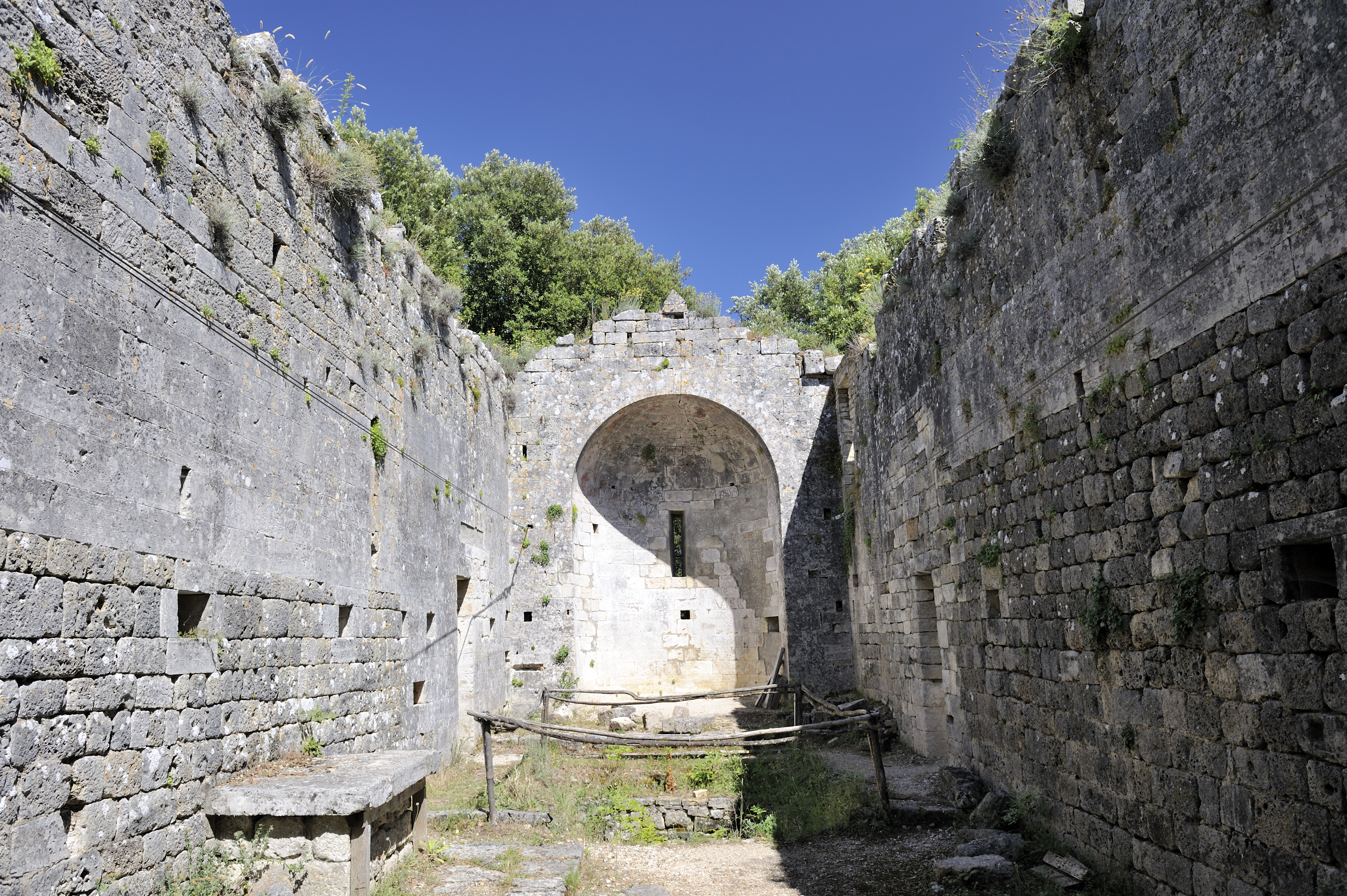
Interno

La chiesa dei Santi Frediano e Giovanni è l'unico edificio di Castelvecchio ad aver mantenuto le pareti perimetrali in tutta loro altezza. Si tratta di una chiesa ad unica navata, a pianta rettangolare con abside.

### Esterno
Le pareti perimetrali presentano una muratura in pietra calcarea dove sono evidenti i segni di integrazioni successiva.
La facciata presenta un portale con arco a tutto sesto sovrastato da una lunetta e dall'architrave monolitico; in facciata è presente anche una piccola feritoia a forma di croce ed un'apertura del tutto simile si trova sopra al catino dell'abside. L'abside in origine era affrescata (gli affreschi furono realizzati nel 1275 ed oggi nel catino sopravvivono delle tracce) ed è dotata di una monofora a doppio sguancio. Nel fianco nord dell'edificio è posta una porta che permetteva l'accesso alla sacrestia, della quale oggi rimangono solo le fondazioni e i segni del tetto nella fiancata della chiesa. Il fronte sud dell'edificio è aperto da un portale che probabilmente era l'entrata laterale; tale portale è sovrastato da un piccolo arco a tutto sesto e anche da una finestrella rettangolare oggi tamponata.
Lungo tutta la sommità delle pareti sono rimaste le mensole su cui si appoggiava la gronda.

### Interno
L'interno dell'edificio presenta alcune tracce del pavimento realizzato in mattoni. Sul fianco nord è rimasto un altare in pietra. Poco prima del fu altare maggiore è stato scoperto un vano a pianta rettangolare sottostante il pavimento.
Per evitare ulteriori crolli, tutta la chiesa è stata oggetto di un consolidamento statico realizzato a mezzo di tiranti allo scopo di evitare il distacco delle pareti

## Bibliografia

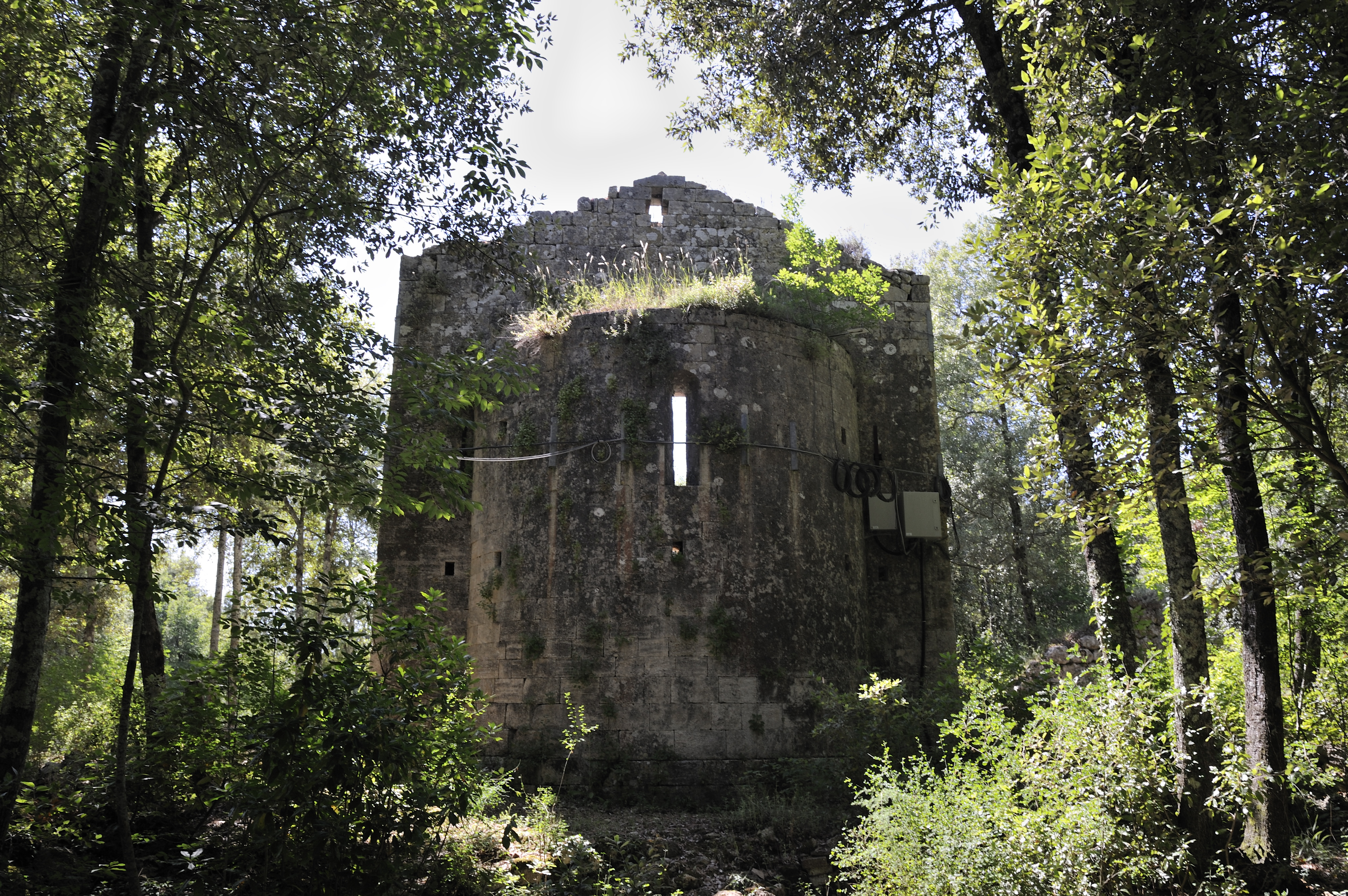
Abside